# Општина Акацари (Муреш)
Акацари (рум. Acăţari) општина је у Румунији у округу Муреш.
Oпштина се налази на надморској висини од 322 m.